# Chavín de Huántar
Chavín de Huántar és un lloc o monument arqueològic, situat al districte de Chavín de Huántar, província de Huari, departament d'Ancash, al Perú. Està inscrit a la llista del Patrimoni de la Humanitat des del 1985.
Està a 462 km al nord-est de Lima. El lloc té una elevació de 3.177 msnm, a la serra Oriental d'Áncash, a l'est de la serralada Blanca. La ubicació de la ciutat és en la confluència dels rius Huacheksa i Mosna, a la conca alta del riu Marañón, punt de pas des de la costa cap a la selva, cosa que la converteix en una localització ideal per a la recol·lecció i el trànsit de béns.